# Beijing BJ30
Der Beijing BJ30 ist ein Sport Utility Vehicle des chinesischen Automobilherstellers Beijing Automobile Works.

## 1. Generation (2020–2024)
Vorgestellt wurde die erste Generation des BJ30 als umfangreich überarbeitete Version des zwischen 2015 und 2020 gebauten Beijing BJ20 im September 2020 auf der Beijing Auto Show. Zwei Monate später kam der Wagen auf dem chinesischen Heimatmarkt in den Handel.

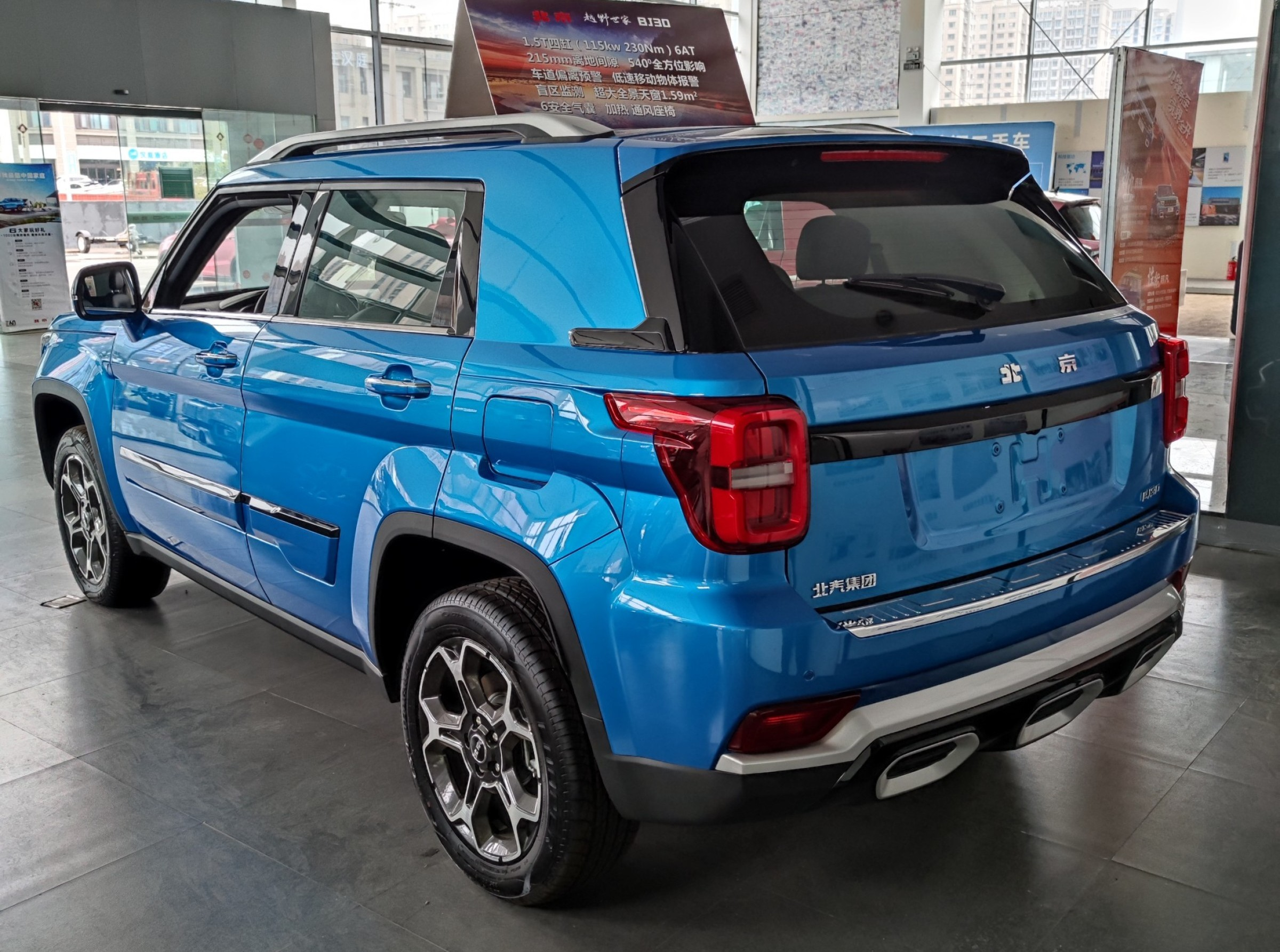
Heckansicht
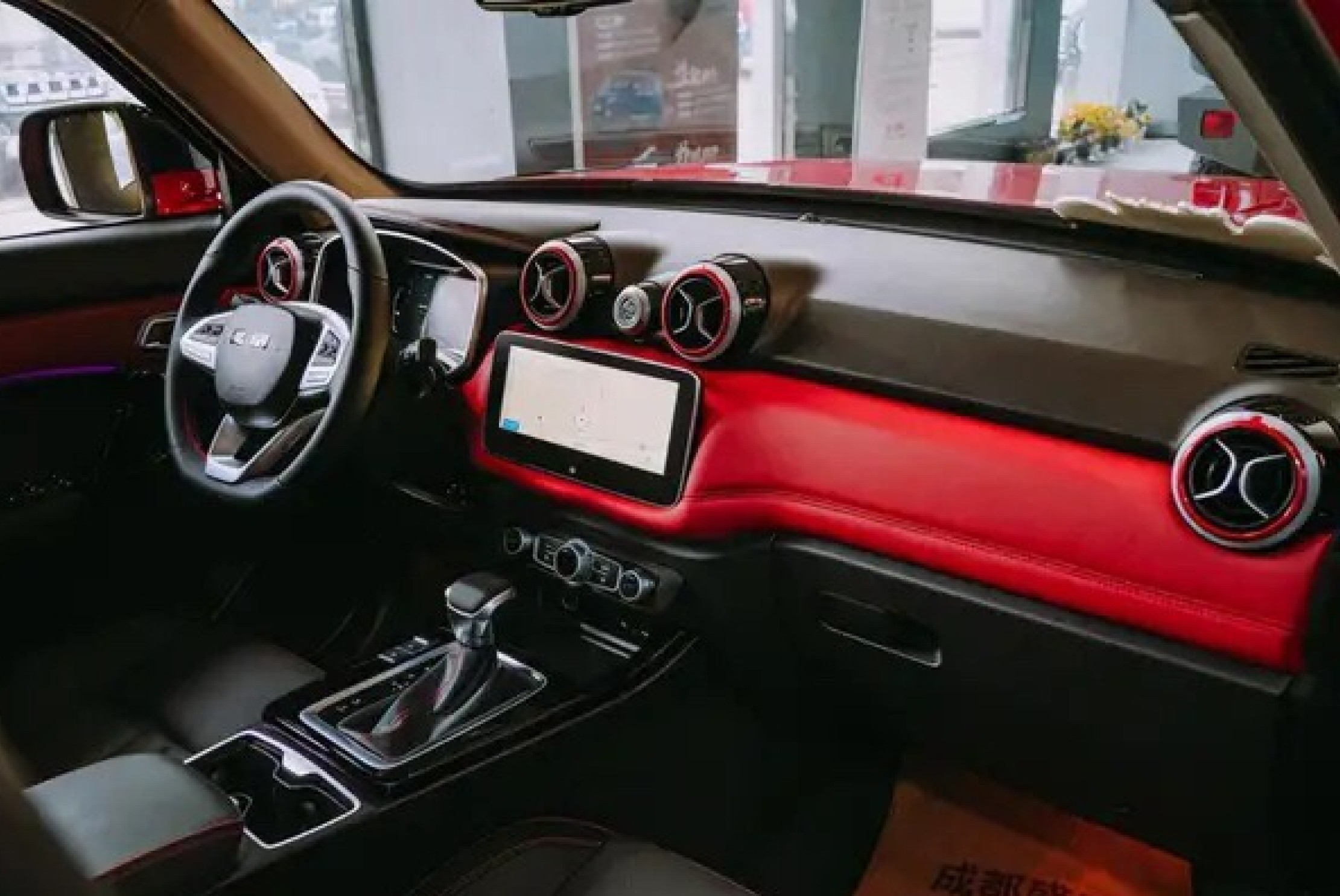
Innenansicht

### Technische Daten
Angetrieben wird der BJ30 wie schon der BJ20 von einem aufgeladenen 1,5-Liter-Ottomotor. Die maximale Leistung wird mit 115 kW (156 PS) angegeben. Für das SUV stand ausschließlich Vorderradantrieb und ein 6-Stufen-Automatikgetriebe zur Verfügung. An der Vorderachse wird eine MacPherson-Radaufhängung und an der Hinterachse eine Mehrlenkerachse verwendet.
|                                            | 1.5T                          |
| ------------------------------------------ | ----------------------------- |
| Bauzeitraum                                | 11/2020–04/2024               |
| Motorkenndaten                             |                               |
| Motortyp                                   | Reihen-Vierzylinder-Ottomotor |
| Motoraufladung                             | Turbolader                    |
| Hubraum                                    | 1499 cm³                      |
| max. Leistung bei min−1                    | 115 kW (156 PS) / 5000        |
| max. Drehmoment bei min−1                  | 230 Nm / 1750–4600            |
| Kraftübertragung                           |                               |
| Antrieb, serienmäßig                       | Vorderradantrieb              |
| Getriebe, serienmäßig                      | 6-Stufen-Automatikgetriebe    |
| Messwerte                                  |                               |
| Höchstgeschwindigkeit                      | 170 km/h                      |
| Beschleunigung, 0–100 km/h                 | k. A.                         |
| Kraftstoffverbrauch auf 100 km, kombiniert | 7,6 l Super                   |
| Leergewicht                                | 1520 kg                       |
| Tankinhalt                                 | 60 l                          |
| Abgasnorm                                  | China VI                      |

## 2. Generation (seit 2024)
Die zweite Generation der Baureihe wurde im März 2024 vorgestellt. Der Verkaufsstart in China erfolgte auf der Beijing Auto Show im darauffolgenden Monat. Durch Indimo importiert ist der BJ30 der zweiten Generation auch in Deutschland erhältlich. Gegenüber dem Vorgängermodell ist der Wagen in allen Dimensionen deutlich gewachsen.

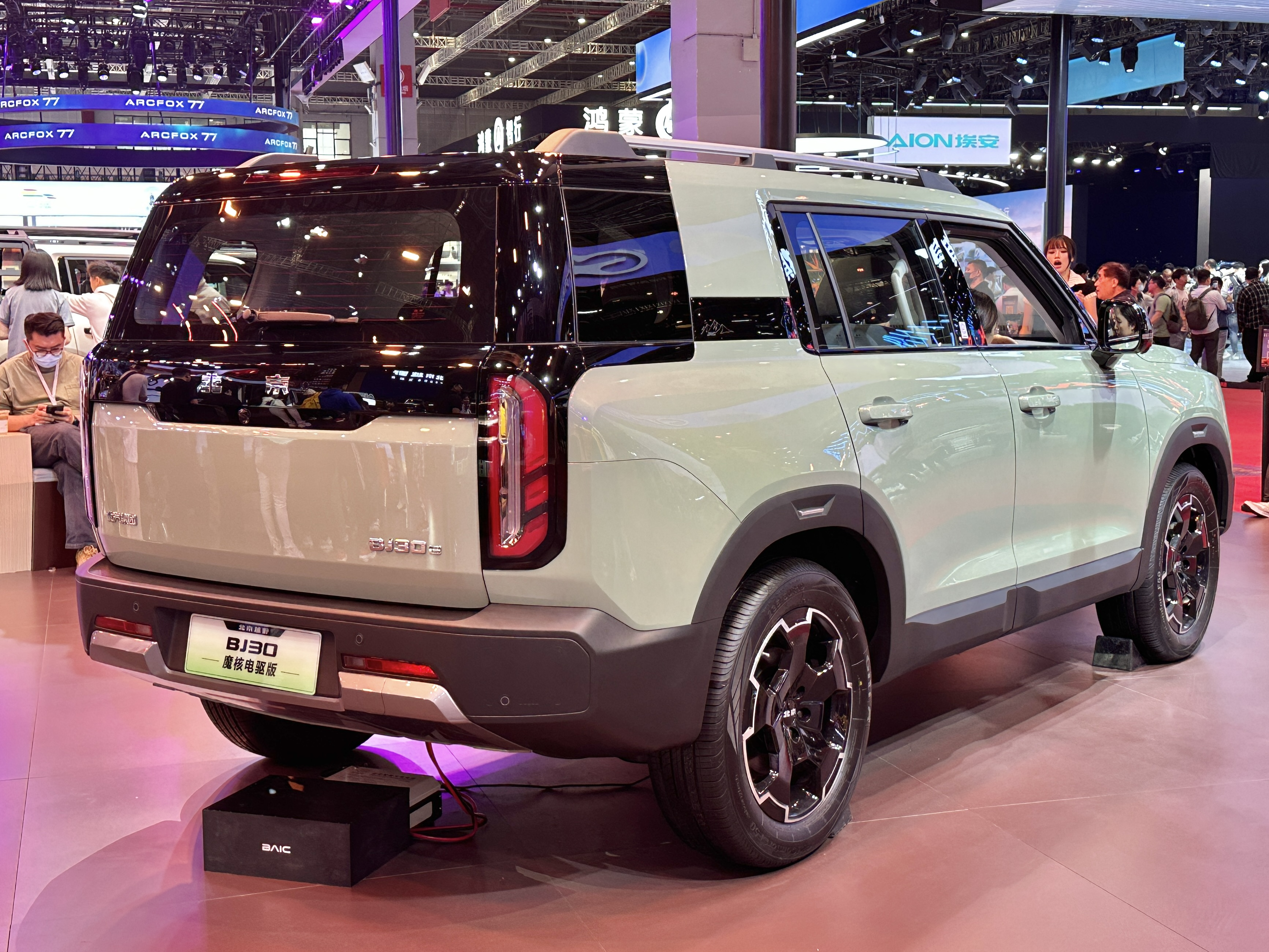
Heckansicht
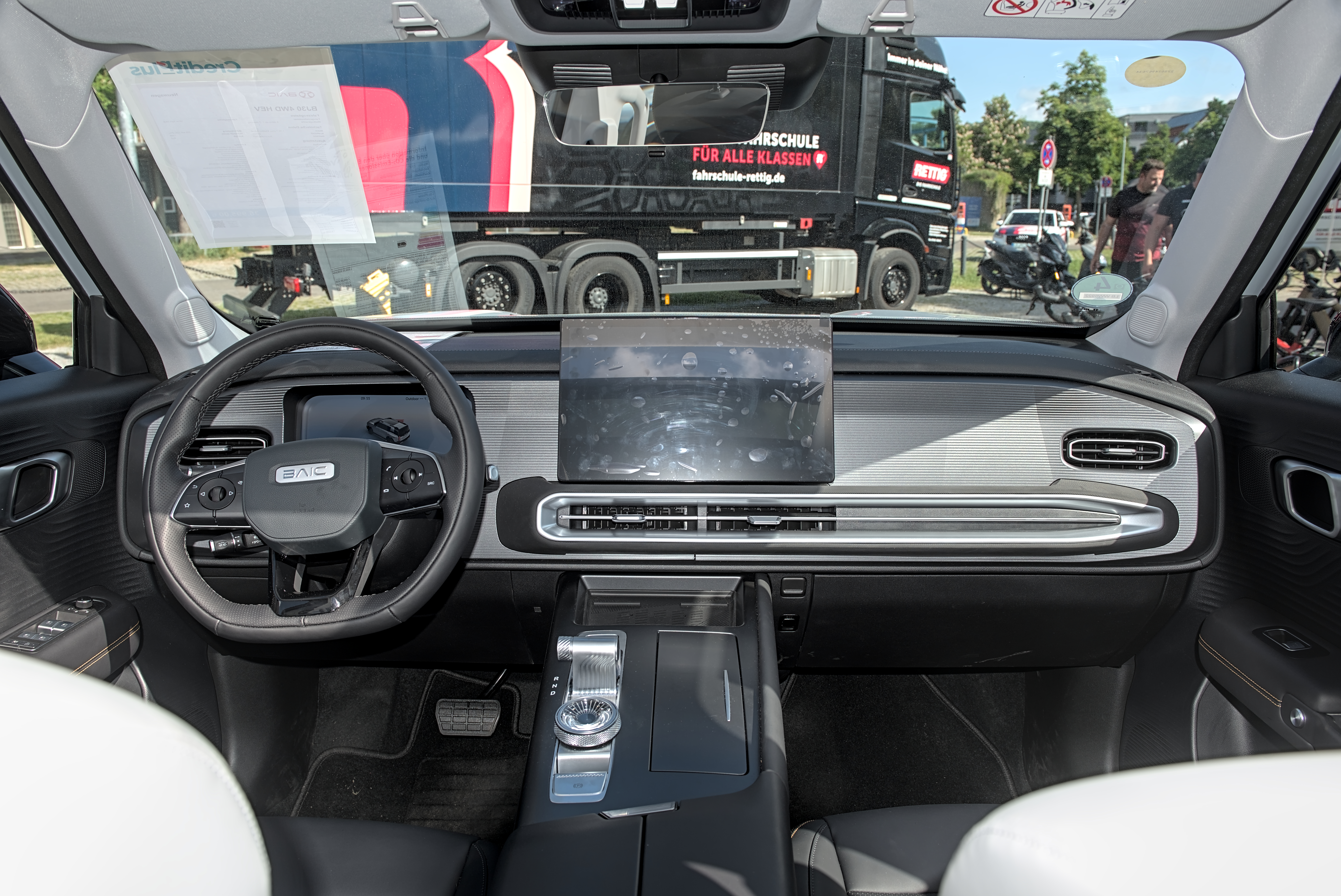
Innenansicht

### Technische Daten
Angetrieben wird das Fahrzeug entweder von einem aufgeladenen 1,5-Liter-Ottomotor mit einer maximalen Leistung von 138 kW (188 PS) oder einem Hybridantrieb in zwei Leistungsstufen.
|                                            | 1.5T                             | 1.5T Hybrid                                  | 1.5T Hybrid                                      |
| ------------------------------------------ | -------------------------------- | -------------------------------------------- | ------------------------------------------------ |
| Bauzeitraum                                | seit 04/2024                     | seit 04/2024                                 | seit 04/2024                                     |
| Motorkenndaten                             |                                  |                                              |                                                  |
| Motortyp                                   | Reihen-Vierzylinder-Ottomotor    | Reihen-Vierzylinder-Ottomotor + Elektromotor | Reihen-Vierzylinder-Ottomotor + 2 Elektromotoren |
| Motoraufladung                             | Turbolader                       | Turbolader                                   |                                                  |
| Hubraum                                    | 1498 cm³                         | 1498 cm³                                     | 1498 cm³                                         |
| max. Leistung Verbrennungsmotor            | 138 kW (188 PS)                  | 115 kW (156 PS)                              | 115 kW (156 PS)                                  |
| max. Leistung Elektromotoren               | —                                | 130 kW (177 PS)                              | 130 kW (177 PS) + 55 kW (75 PS)                  |
| max. Systemleistung                        | —                                | 246 kW (335 PS)                              | 301 kW (409 PS)                                  |
| max. Drehmoment Verbrennungsmotor          | 305 Nm                           | 235 Nm                                       | 235 Nm                                           |
| max. Drehmoment Elektromotoren             | —                                | 315 Nm                                       | 315 Nm + 135 Nm                                  |
| max. Systemdrehmoment                      | —                                | 550 Nm                                       | 685 Nm                                           |
| Kraftübertragung                           |                                  |                                              |                                                  |
| Antrieb, serienmäßig                       | Vorderradantrieb                 | Vorderradantrieb                             | Allradantrieb                                    |
| Getriebe, serienmäßig                      | 7-Stufen-Doppelkupplungsgetriebe | 2-Stufen-Hybridgetriebe                      | 2-Stufen-Hybridgetriebe                          |
| Messwerte                                  |                                  |                                              |                                                  |
| Höchstgeschwindigkeit                      | 190 km/h                         | 170 km/h                                     | 170 km/h                                         |
| Beschleunigung, 0–100 km/h                 | k. A.                            | k. A.                                        | 6,0 s                                            |
| Kraftstoffverbrauch auf 100 km, kombiniert | 8,1 l Super                      | 5,9 l Super                                  | 6,5 l Super                                      |
| Leergewicht                                | 1575–1600 kg                     | 1690 kg                                      | 1770 kg                                          |
| Tankinhalt                                 | 60 l                             | 60 l                                         | 51 l                                             |
| Abgasnorm                                  | China VI                         | China VI                                     | China VI                                         |